# Acromyrmex niger

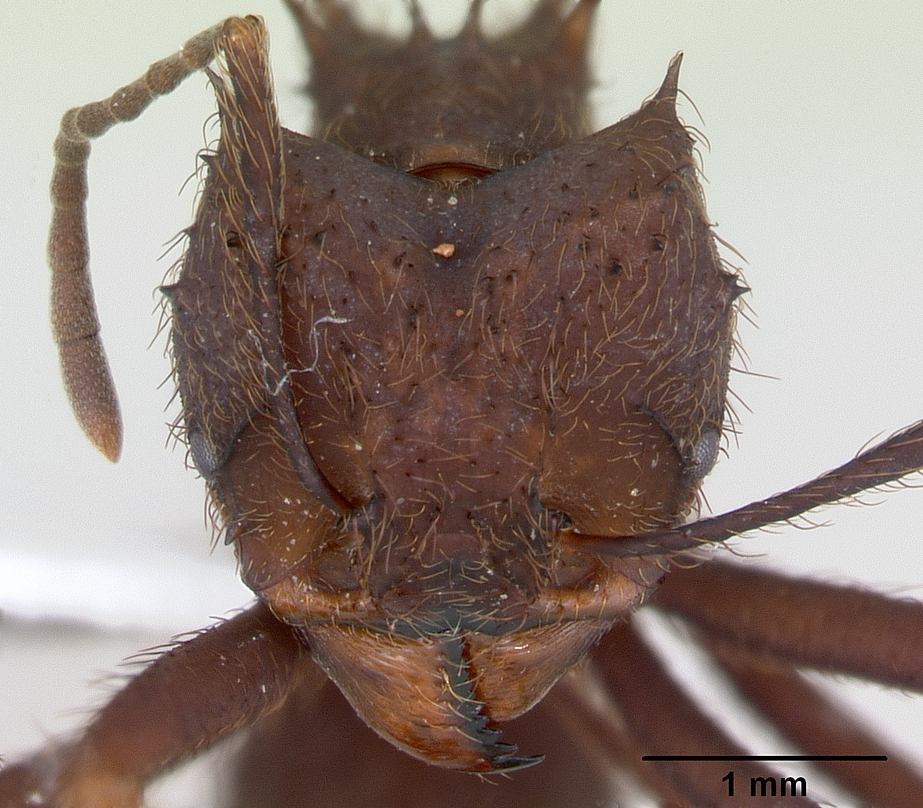

Acromyrmex niger (лат.) — вид муравьёв-листорезов из трибы грибководов Attini подсемейства мирмицины (Formicidae).

## Описание
Неотропика: Бразилия, Парагвай. Самки более 12 мм. Основная окраска тела темно-коричневая (самки почти чёрные). На груди развиты длинные острые шипы, в том числе, длинные и направленные вверх среднегрудные боковые острые шипы. Характерны своим тесным симбиозом с грибами, выращиваемыми в земляных муравейниках на основе листовой пережёванной массы.

## Классификация
Вид был впервые описан в 1858 году британским энтомологом Фредериком Смитом по материалам из Бразилии под первоначальным названием Oecodoma nigra Smith, F. 1858. С 1863 года (Roger, 1863) в составе рода Atta; с 1914 года (Bruch, 1914) в составе рода Acromyrmex. Рабочие были впервые описаны в 1901 под названием Atta (Acromyrmex) nigra r. muticinoda Forel, 1901, а самцы впервые описаны в 1905 году под названием Atta (Acromyrmex) muticinoda var. homalops Emery, 1905